# Bauerus dubiaquercus
Bauerus dubiaquercus е вид прилеп от семейство Гладконоси прилепи (Vespertilionidae). Видът е почти застрашен от изчезване.

## Разпространение
Разпространен е в Белиз, Гватемала, Мексико, Никарагуа и Хондурас.

## Описание
Теглото им е около 22,2 g.